# Nama elegans
Nama elegans là loài thực vật có hoa trong họ Mồ hôi. Loài này được (A.W. Benn.) Kuntze mô tả khoa học đầu tiên năm 1891.